# جووانی بیامونتی
جووانی بیامونتی (ایتالیایی: Giovanni Biamonti؛ ۱۲ اکتبر ۱۸۸۹ – ۴ ژوئیهٔ ۱۹۷۰) موسیقی‌شناس اهل ایتالیا بود. معروفیت وی بیشتر به این دلیل است که فهرستی از آثار لودویگ فان بتهوون را گرد آورد. این فهرست (کاتالوگ) به فهرست بیامونتی معروف است. بیامونتی در طول سال‌های ۱۹۲۴ تا ۱۹۶۳ مدیر اداری آکادمی ملی سانتا چِچیلیا بود و در آنجا موفق شد فهرست یادشده را گردآوری کند. نام کامل فهرست بیامونتی چنین است: «فهرست تاریخی و موضوعیِ کاملِ آثار بتهوون، شامل آثار منتشرنشده و دست‌نویس‌های استفاده‌نشده». نظام شماره‌گذاریِ فهرست بیامونتی بر ذکرِ کوته‌نوشتِ "Bia" به‌علاوهٔ شماره‌ای که به هر اثر داده شده، از ۱ تا ۸۴۹، استوار است.